# Mesopolobus spermotrophus
Mesopolobus spermotrophus är en stekelart som beskrevs av Hussey 1960. Mesopolobus spermotrophus ingår i släktet Mesopolobus och familjen puppglanssteklar.
Artens utbredningsområde är:
- Belgien.
- Luxemburg.
- Frankrike.
- Tyskland.
- Italien.
- Nederländerna.
- Polen.
- Sverige.

Arten är reproducerande i Sverige. Inga underarter finns listade i Catalogue of Life.